# Amblyopone papuana
Amblyopone papuana é uma espécie de formiga do gênero Amblyopone.